# Сычуаньский перец
Сычуаньский перец (кит. 花椒, пиньинь huājiāo, палл. хуацзяо) — пряная вкусовая добавка, традиционная для сычуаньской кухни. Также используется в китайской, тибетской, непальской и индийской кухнях. В русскоязычной литературе иногда фигурирует под названиями японский перец и китайский кориандр.

## Разновидности
Сычуаньский перец — плод деревьев рода зантоксилум (Zanthoxylum, жёлтодревесник), собирается с растений вида Zanthoxylum bungeanum. Род зантоксилум принадлежит к семейству рутовые и никакого отношения к чёрному или красному перцу не имеет.
В качестве приправы употребляется оболочка плода (перикарпий), освобождённая от семян. Традиционно в кулинарии провинции Сычуань использовали целые оболочки. Мелко молотый порошок из оболочек входит в состав популярной китайской приправы «Пять специй». В некоторых районах Китая в качестве приправы используют и листья некоторых видов зантоксилума. Сычуаньский перец используется в традиционной китайской медицине.
Другой вид жёлтодревесника, произрастающего в Китае, — Z. schinifolium (кит. трад. 香椒子, пиньинь xiāng jiāo zi, палл. сянцзяоцзы, буквально: «душистый перец» или кит. трад. 青花椒, пиньинь qīng huā jiāo, палл. цинхуацзяо, буквально: «зелёный цветочный перец») — используется в качестве приправы в провинции Хэбэй. Произрастающий в Японии вид Z. piperitum (яп. 山椒 сансё:, японский перец) хоть и имеет незначительные отличия от сычуаньского перца, но полностью взаимозаменяем с ним, так что название «сансё» часто используют как синоним сычуаньского перца.
Родственные виды используются в кухнях Тибета, Бутана, Непала, Таиланда, у народов конкани на юго-западном побережье Индии и батаков-тоба на Северной Суматре. Перец обильно добавляют в супы из свинины или курицы, мясные блюда, домашние соленья. Смесь из сычуаньского перца с чесноком и горной солью, залитую тёплой водой, пьют при нарушениях пищеварения.
В корейской кухне пряность изготавливают из видов Z. piperitum и Z. schinifolium, в индонезийской кухне из плодов вида Z. acanthopodium, который там часто называется батакским или суматранским перцем, изготавливают приправу андалиман.

## Вкусовые качества
Сычуаньский перец имеет острый ароматный вкус и лёгкий привкус гвоздики. Уникальный вкус сычуаньского перца не такой жгучий, как у чёрного, белого перца или острого перца чили. Перец имеет кисловатый вкус и приводит к некоторому онемению рта. Автор известной книги On Food and Cooking («О еде и кулинарии») Гарольд Макги так описал ощущения:

Они создают странное, покалывающее, жужжащее, ошеломляющее ощущение, что-то вроде действия газировки или слабого электрического тока (от прикосновения языком к контактам девятивольтовой батарейки). Специи, по всей видимости, действуют одновременно на несколько различных видов нервных окончаний, пробуждают чувствительность к прикосновению и холоду в нервах, которые обычно нечувствительны, и, возможно, поэтому приводят к своего рода полному неврологическому замешательству.
Оригинальный текст (англ.)"They produce a strange, tingling, buzzing, numbing sensation that is something like the effect of carbonated drinks or of a mild electric current (touching the terminals of a nine-volt battery to the tongue). Sanshools appear to act on several different kinds of nerve endings at once, induce sensitivity to touch and cold in nerves that are ordinarily nonsensitive, and so perhaps cause a kind of general neurological confusion."

Такой эффект вызывается действием молекулы гидрокси-α-саншоола ((2E,6Z,8E,10E)-N-(2-гидрокси-2-метилпропил)додека-2,6,8,10-тетраенамид), содержание которой в сычуаньском перце достигает трёх процентов. При чрезмерном употреблении эта пряность может вызвать неприятную парестезию.

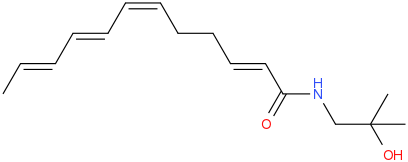
гидрокси-α-саншоол

Разные виды зантоксилума содержат различные ароматические компоненты:
- Z. simulans (Тайвань) — в основном бета-мирцен, лимонен, 1,8-цинеол, Z-β-оцимен[10];
- Z. armatum (Непал) — линалоол (50 %), лимонен, метилциннамат[англ.], цинеол;
- Z. rhetsa (Индия) — сабинен, лимонен, пинен, цимол, терпинен, 4-терпинеол, α-терпинеол[11];
- Z. piperitum (японский перец, листья) (Япония) — цитронеллаль, цитронеллол Z-3-гексенал[англ.][12];
- Z. acanthopodium (Индонезия) — цитронеллаль, лимонен[13];
- Z. fagara (Центральная и Южная Африка, Южная Америка) — алкалоиды, кумарины[14].

Сычуанький перец — одна из самых древних китайских пряностей. Растение обладает сильным, особенным, ни с чем ни сравнимым ароматом, неразрывно связанным с образом Сычуаня. В уезде Ханьюань, где выращивается лучший сычуаньский перец, он издавна использовался в качестве ароматизатора или духов и стоил дорого. Во времена династии Хань перец замешивали в глину, которой обмазывали стены жилищ императорских наложниц, известных как «перечные дома», впрочем, китайские учёные связывают эту традицию не с ароматом перца, а с тем, что он издавна считался символом плодородия.

## Использование в кулинарии
В кулинарии используются высушенные плоды, которые до добавления в блюдо — овощное, мясное, маринад — нужно измельчить. В пищу употребляются только оболочки, чёрные блестящие семена удаляют, так как они слабо токсичны и имеют неприятный вкус. Пряность обычно добавляется в готовящееся блюдо в последний момент.
Распространённый в провинции Сычуань пикантный соус мала (кит. трад. 麻辣, пиньинь má là, палл. мала, буквально: «вяжущий и пряный»), обязательный ингредиент острых мясных блюд, представляет собой смесь сычуаньского и красного перцев. Сычуаньский перец добавляют в качестве вкусовой добавки в хлебобулочные и кондитерские изделия. Пекинские пивоварни Great Leap Brewing используют сычуаньский перец, смягчённый добавкой мёда, при производстве фирменного пейл-эля «Honey Ma Gold»
В продаже имеется масло, настоянное на сычуаньском перце (кит. трад. 花椒油). Эта форма лучше всего подходит при приготовлении блюд стир-фрай без острых специй. Лапшу и овощи поджаривают на имбирном масле с коричневым сахаром, а в готовое блюдо добавляют рисовый уксус и масло с сычуаньским перцем. Другую разновидность масла приготавливают, обжаривая в нём сычуаньский перец и другие специи по вкусу.
Смесь сычуаньского перца с солью, поджаренную в воке до коричневого цвета (кит. трад. 花椒鹽, упр. 花椒盐, пиньинь huājiāoyán, палл. хуацзяоянь), подают как приправу к блюдам из курицы, утки и свинины.
Сычуаньский перец — одна из немногих специй, используемых в непальской, тибетской и бутанской кухнях, так как их климат не подходит для возделывания большинства пряных растений. Гималайское блюдо момо — пельмени с начинкой из овощей, творога, свинины, мяса буйвола или яка, приправленной сычуаньским перцем, чесноком, имбирём и луком, — подаётся с томатной подливкой с сычуаньским перцем. Лапша по-непальски готовится на пару и подаётся с острым соусом из сычуаньского перца.
Как ароматический компонент используется в парфюмерной промышленности и для производства алкогольных напитков.

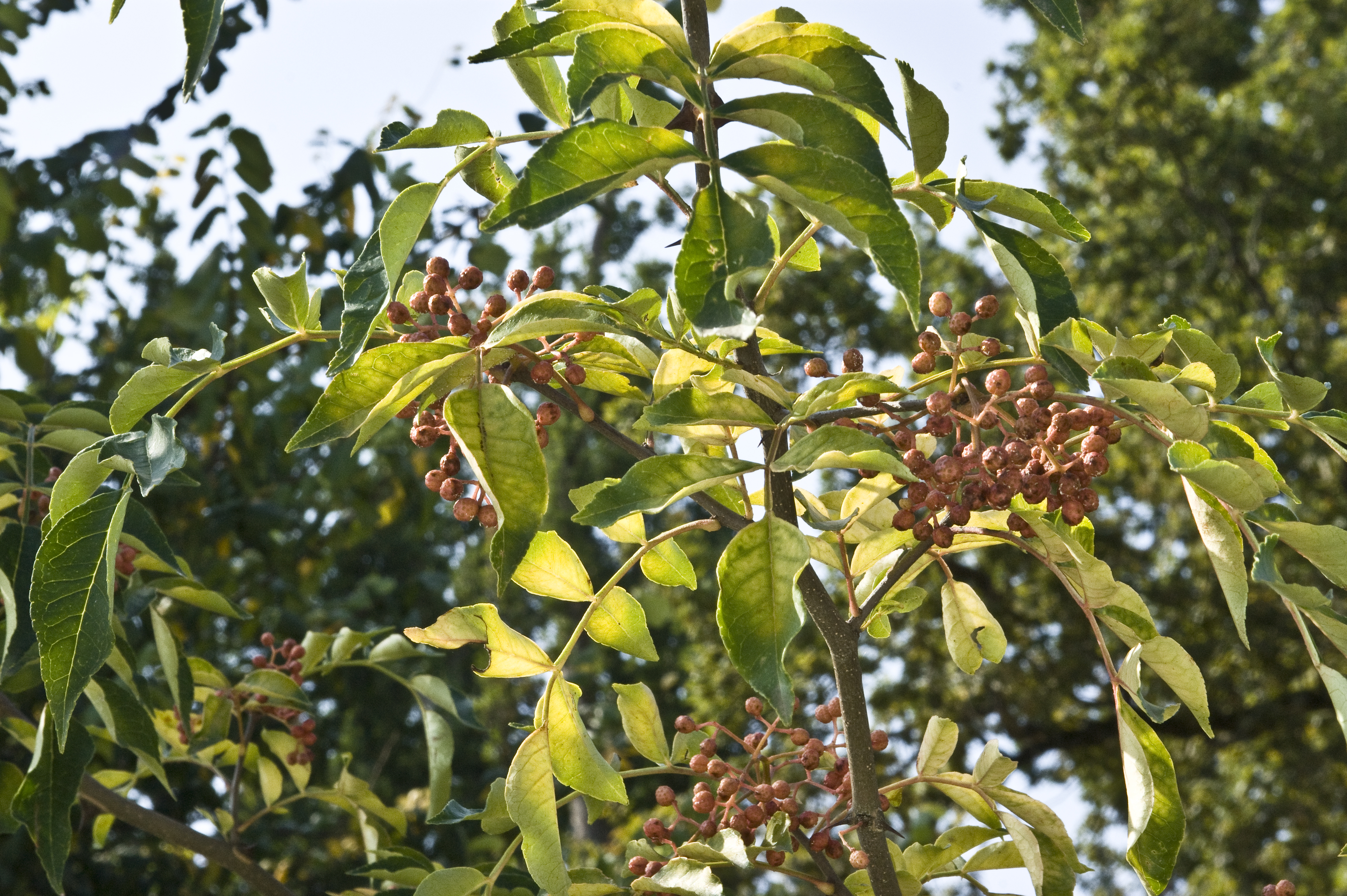
Z. piperitum: плоды и листья
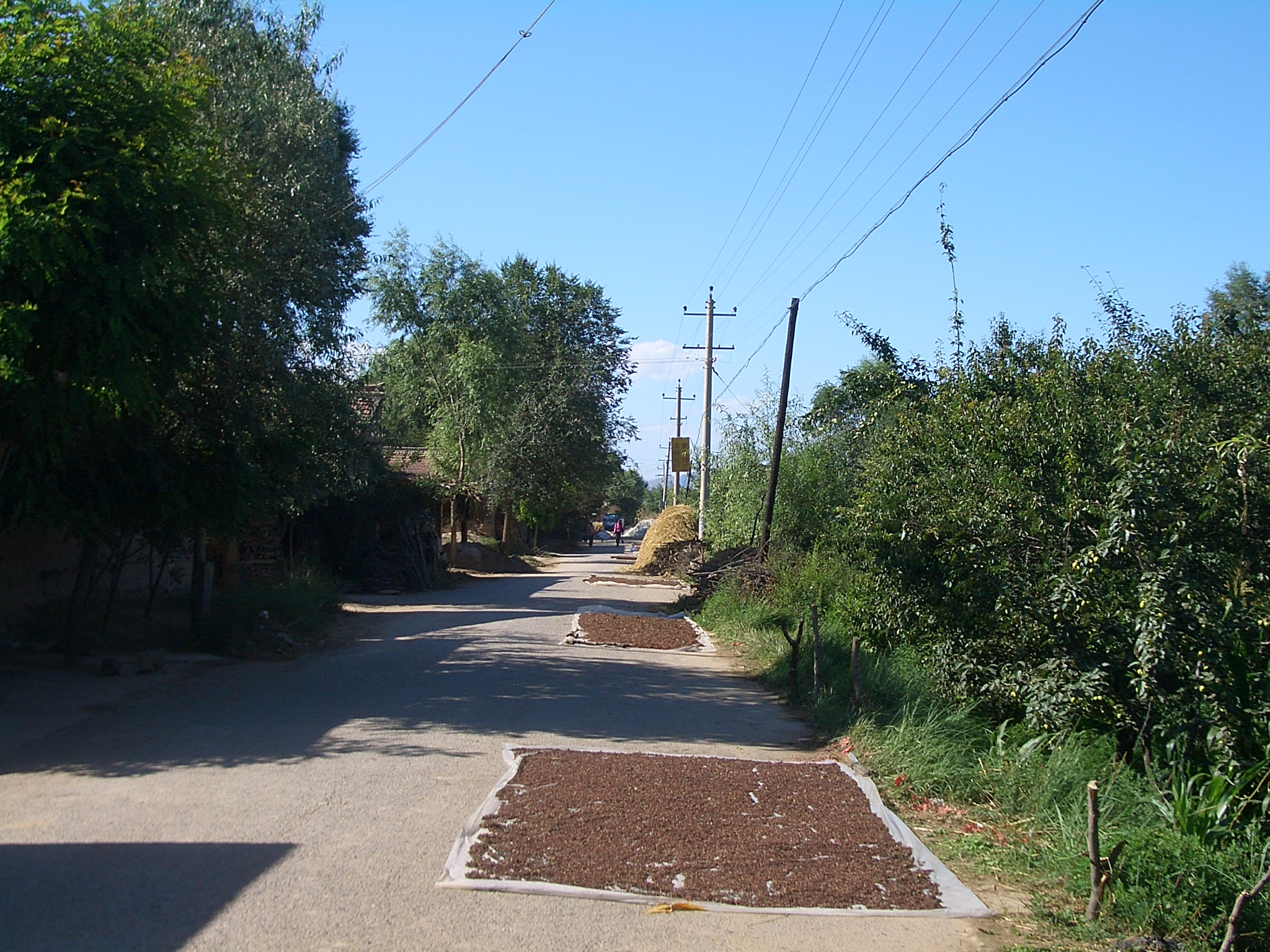
Свежесобранный сычуаньский перец сушится на проезжей части в уезде Линься, Ганьсу
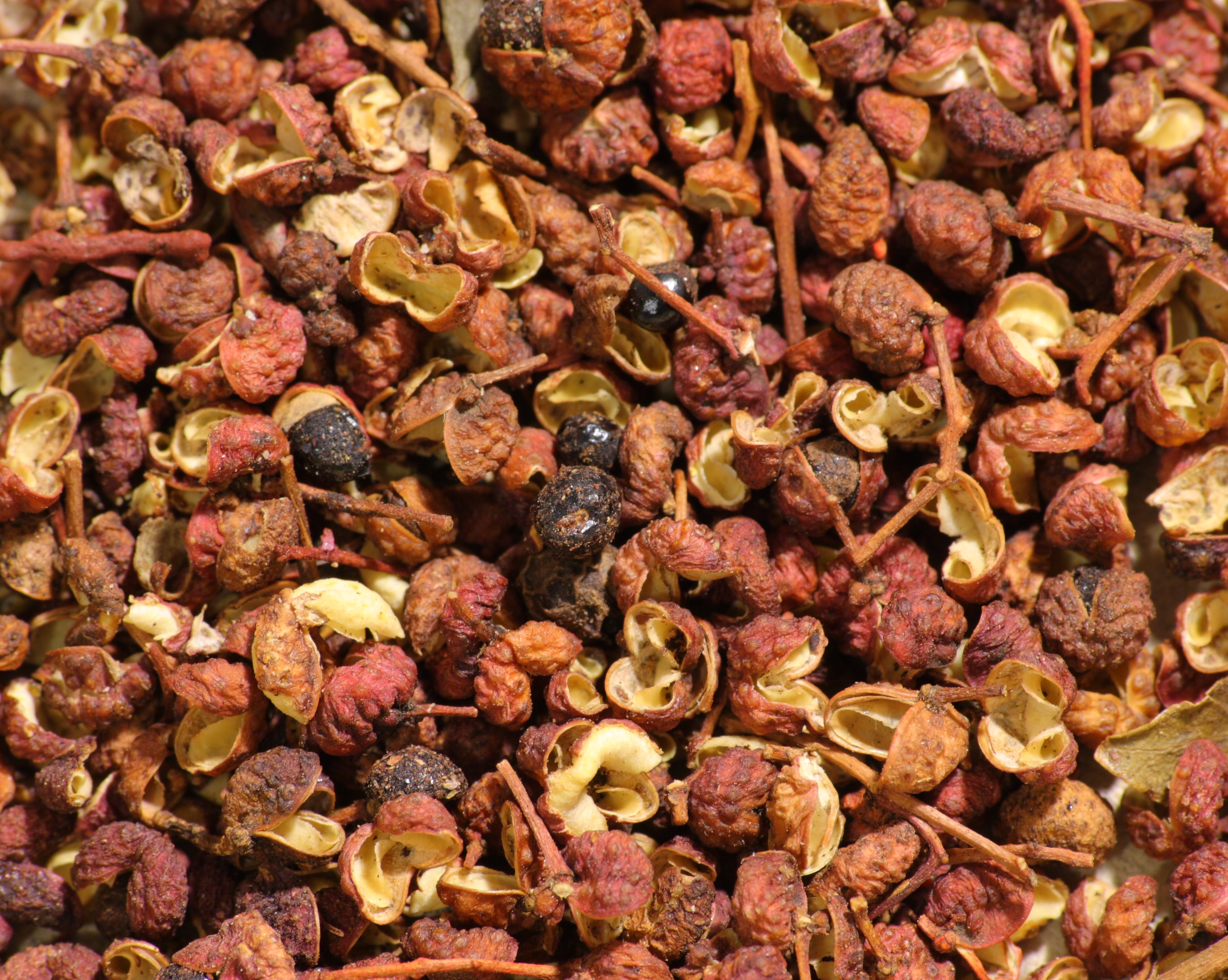
Сычуаньский перец — высушенное сырьё со стеблями и семенами
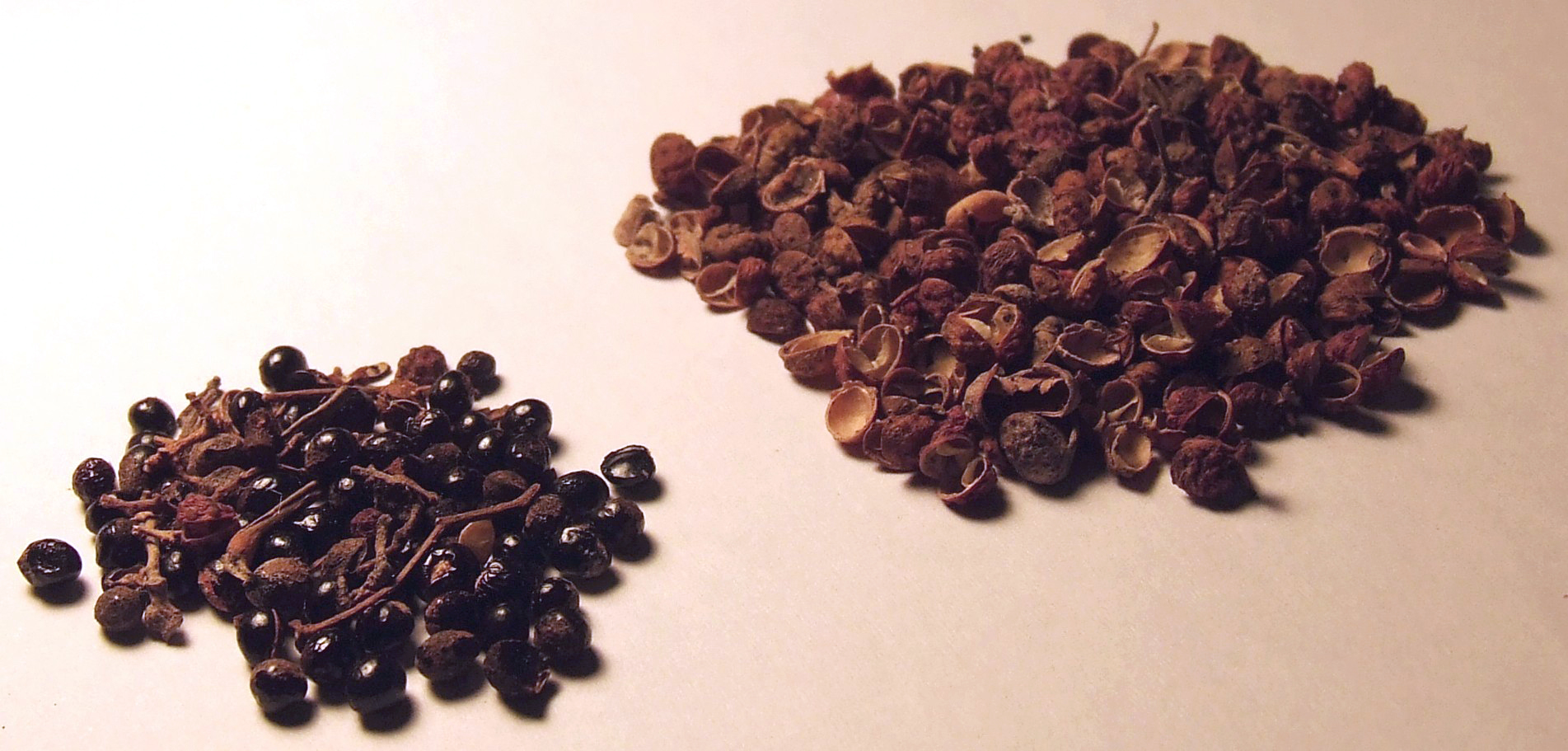
Сычуаньский перец: слева отходы (семена и стебли), справа — очищенная специя

## Запрет на импорт сычуаньского перца в США
По распоряжению агентства Food and Drug Administration с 1968 до 2005 года ввоз в США сычуаньского перца был запрещён. Ведомство опасалось, что со специей в США может быть ввезена цитрусовая язва — бактериальное заболевание, опасное для всех родов семейства рутовых, трудно контролируемое и способное нанести огромный ущерб сельскому хозяйству. В 2005 году USFDA разрешило ввоз при условии, что продукт предварительно будет подвергнут нагреванию до 70 °C, что должно убить болезнетворные бактерии, а в 2017 запрет был полностью снят, поскольку язва сычуаньского перца вызывается другим возбудителем и не может вызывать цитрусовую язву.